# 心跳回憶 Girl's Side 3rd Story
《心跳回憶 Girl's Side 3rd Story》（ときめきメモリアル Girl's Side 3rd Story）是科樂美數位娛樂于2010年6月24日發售的任天堂DS用女性向戀愛遊戲，略稱為「GS3」。是《心跳回憶 Girl's Side 系列》的第3彈。舞台是《心跳回憶 Girl's Side》（略稱為「GS1」）開學時的七年後的振翅市。主人公就讀的學校也是跟GS1時一樣的振翅学園。

## 登場人物

### 男性角色
櫻井 琉夏（聲優：杉田智和）
生日7月1日、血型O型。身高178cm、體重64kg。
本作的王子。被稱為「自由王子」。主角的青梅竹馬，櫻井琥一的弟弟。在花店打工。
喜歡的食物是鬆餅(hotcake)、魚。稱自己為「不死身的英雄」。
善於讀書，特別是數學，運動方面也是。可是本人卻不太感興趣。
很受女生歡迎。兩兄弟目前住在海邊的一間廢棄餐廳「West Beach」裏。
偶爾會共穿琥一的衣服，連聖誕派對的禮服也是和琥一借的。
雖然經常笑面迎人，但眼神總是會流露出悲傷的感覺。
學園演劇是羅蜜歐與朱麗葉。
枕頭戰的必殺技是「チェンジ！ルカレンジャー！」。
櫻井 琥一（聲優：諏訪部順一）
生日5月19日、血型A型。身高189cm、體重73kg。
櫻井琉夏的哥哥。本作第二王子。主角的青梅竹馬，在加油站打工。
喜歡的食物是牛肉。(特別是生牛肉之類的)
對溜冰苦手。
害怕打針和鬼怪。
第一印象給人粗暴兇惡的感覺，不過其實是個重情義又擅長照顧他人的人。
和弟弟琉夏的感情很好。
愛車是重機SR400。
學園演劇同樣是羅蜜歐與朱麗葉。
枕頭戰的必殺技是「多威牙☆毘偉無」。
不二山 嵐（聲優：宮下榮治）
生日9月8日、血型AB型。身高177cm、體重70kg。在溫水游泳池打工。
興趣是練柔道。是個有男子氣概、個性爽朗的典型日本男孩。
不過因為神經比較大條，有時侯會有爆彈發言出現。
學園演劇是新選組。
枕頭戰的必殺技是「奥義！ときめき地獄車！」。
新名 旬平（聲優：私市淳）
生日11月25日、血型B型。身高173cm、體重58kg。
本作中為年下系(學弟)角色。在便利店打工。
滿足條件的話，日後會加入柔道部。
個性輕佻喜歡追逐流行。在班上有很多朋友。不過出乎意料地成績相當優秀。
興趣是釣魚。
害怕高的地方及鬼怪。
非常崇拜某位振翅市出身的名模特兒(其實就是一代的葉月桂)。
夢想是當有錢人。
學園演劇是小紅帽。
枕頭戰的必殺技是「クラブ・ニーナにようこそ♡」。
紺野 玉緒（聲優：千葉進步）
生日1月19日、血型O型。身高181cm、體重65kg。
為本作主人公的大一屆的學長。
GS1的紺野珠美的弟弟，同時也是GS1女主角弟弟-尽的好朋友。
性格溫和爽朗，是振翅學園的學生會長。
在學校裡相當有人望，不分年級都相當信賴他。
和設樂聖司是朋友。
學園演劇是乞丐王子。
枕頭戰的必殺技是「校則違反だ！厳重注意！」。
設樂 聖司（聲優：立花慎之介）
生日2月17日、血型A型。身高170cm、體重53kg。
為本作主人公的大一屆的學長。
出生上流社會，是有錢人家的公子。
平常性格還算紳士，不過有時侯會有毒舌和神經質的一面。
經常口不對心。
在音樂方面的感受性高，擅長彈鋼琴。
和紺野玉緒是朋友，二人從一年生時開始認識。
和櫻井兄弟從小就認識，兩家人是鄰居。
小時候常被琥一弄哭。
對琉夏的事擔心。
害怕蒲公英，認為蒲公英入耳會聽不見。
對平民小食如章魚燒很感興趣，甚至連飯團也未吃過，喜歡蛋料理。
認為章魚燒是麻煩的食物。
在別的學校的女生間人氣很高，一些女生更組成了一個叫シタラーズ的FANS CLUB。
擅長國際象棋，進大學後入了國際象棋部。
手機使用苦手。
討厭吃納豆。
學園演劇是安東·帕夫洛維奇·契訶夫的喜劇《海鷗》。
枕頭戰的必殺技是「アレグロ・コン・ブリオ」。
春日 太陽（聲優：井口祐一）
生日3月17日、血型B型。身高158cm、體重48kg。
隱藏角色之一，棒球部所屬。為本作主人公的少兩屆的學弟。
藍沢 秋吾（聲優：草尾毅）
生日10月29日、血型O型。身高183cm、體重70kg。
隱藏角色之一，是名小説家。是振翅學園的舊生。
平 健太（聲優：菅沼久義）
生日8月8日、血型A型。身高174cm、體重58kg。
隱藏角色之一，二周目後才會出現。主人公的同班同學。
大迫 力（聲優：市來光弘）
生日4月3日、血型A型。身高161cm、體重53kg。
主角的班主任。攻略可能。
聲音大又熱血的年輕教師。擅長橄欖球和柔道。
滿足條件的話，日後會成為柔道部的顧問老師。
蓮見 達也（聲優：松野太紀）
生日6月9日。身高174cm、體重54kg。
PSP版追加角色。攻略可能。
就讀『2nd Kiss』故事中羽崎學園（羽ヶ崎学園）的學生。
與主人公是同級生。

### 女性角色
宇賀神 美代（聲優：後藤沙緒里）
生日10月20日、血型O型。身高152cm、體重?kg。社團是美術社，在蛋糕店打工。
本作擔任攻略角色的評價和情報。
母親似乎很擅長料理。
個性文靜，擅長占卜，而且還滿準的，在女同學之間是很有名的。
花椿 卡莲（聲優：小清水亞美）
生日7月16日、血型B型。身高170cm、體重?kg。社團是排球部，在雜貨店打工。
1st中登场的花椿吾郎和2nd中登场的花椿姬子的親戚。
本作擔任衣服的搭配法和攻略角色們喜歡的衣服類型。
主人公的外號「斑比」就是由她所命名。
受到家族影響，對於時尚流行相當敏感。
外表漂亮又有人氣，在女生之間相當受到歡迎。
喜歡可愛的女生。

## 外部連結
- （日語）官方网站 （页面存档备份，存于）